# Gilbert de Clare (5e comte de Gloucester)
Gilbert de Clare (1180 - 25 octobre 1230), 4e comte d'Hertford et 5e comte de Gloucester, est le fils de Richard de Clare, 3e comte d'Hertford.
Il est l'un des 25 barons chargés de voir à la Magna Carta en 1215.

## Famille
De sa femme Isabelle le Maréchal, Gilbert de Clare a six enfants :
- Agnes de Clare (née en 1218) ;
- Amice de Clare (en) (1220–1287), qui épouse Baudouin de Reviers ;
- Richard de Clare (1222–1262) ;
- Isabelle de Clare (1226–1264), qui épouse Robert de Brus, 5e lord of Annandale
- William de Clare (1228–1258) ;
- Gilbert de Clare (né en 1229).